# Ключі (Можгинський район)
Ключі́ (рос. Ключи) — присілок в Можгинському районі Удмуртії, Росія.
Урбаноніми:
- вулиці — Зелена

## Населення
Населення — 47 осіб (2010; 55 в 2002).
Національний склад станом на 2002 рік:
- удмурти — 71 %
- удмурти — 27 %